# Averill (Vermont)
Averill ist eine Unincorporated Town im Essex County im US-Bundesstaat Vermont. Sie hatte bei der letzten Volkszählung im Jahr 2020 insgesamt 21 Einwohner. Averill wurde nie formell zu einer Town mit einer eigenen Verwaltung, da die Bevölkerung nie groß genug war. Die Verwaltung der Town erfolgt durch das Unified Towns & Gores of Essex County. Es ist Teil der Berlin Micropolitan Statistical Area.

## Geografie

### Geografische Lage
Averill liegt im Norden des Essex Countys, südlich der Grenze zu Kanada. Der Nulhegan River durchfließt die Town in südlicher Richtung, zudem gibt es weitere kleine Bäche, die im Nulhegan River münden, oder die Town in nördlicher oder östlicher Richtung verlassen. Es gibt mehrere Seen auf dem Gebiet der Town, die größten sind der Great Averill Pond und der Little Averill Pond. Die Oberfläche ist hügelig, die höchste Erhebung ist der 850 m hohe Sable Mountain

### Nachbargemeinden
Alle Entfernungen sind als Luftlinien zwischen den offiziellen Koordinaten der Orte aus der Volkszählung 2010 angegeben.
- Norden: Kanadische Grenze
- Nordosten: Canaan, 7,1 km
- Südosten: Lemington, 9,1 km
- Süden: Bloomfield, 5,1 km
- Südwesten: Lewis, 8,9 km
- Westen: Warren Gore, 24,0 km
- Nordwesten: Norton, 16,1 km

### Klima
Die mittlere Durchschnittstemperatur in Averill liegt zwischen −11,7 °C (11° Fahrenheit) im Januar und 18,3 °C (65° Fahrenheit) im Juli. Damit ist der Ort gegenüber dem langjährigen Mittel der USA um etwa 9 Grad kühler. Die Schneefälle zwischen Mitte Oktober und Mitte Mai liegen mit mehr als zwei Metern etwa doppelt so hoch wie die mittlere Schneehöhe in den USA. Die tägliche Sonnenscheindauer liegt am unteren Rand des Wertespektrums der USA, zwischen September und Mitte Dezember sogar deutlich darunter.

## Geschichte
Averill wurde am 23. Oktober 1762 mit einer Fläche von 23.040 acres (etwa 93 km²) als einer der New Hampshire Grants durch Benning Wentworth gegründet. Den Grant bekam Samuel Averill gemeinsam mit weiteren Spekulanten. Diese Town wurde nach Averill benannt. Averill bekam von Wentworth 21 Grants in Vermont und weitere in New Hampshire. Acht der Grant in Vermont befinden sich im Essex County. Sie machen etwa die Hälfte des Countys aus. Averill lebte in Kent, Connecticut, wie auch viele weitere Empfänger der Grants von Wentworth siedelte nie in Vermont.
Eine Besiedlung fand in der Town nur in der nördlichen Spitze statt. Im Jahr 1880 hatte die Town mit 48 Bewohnern ihre größte Bevölkerungsstärke. Averill ist eine der wenigen Towns, die nie ein Postamt besaß. Die Bewohner leben von der Holzwirtschaft oder der Jagd, im Sommer wird ein Ferienlager am Forest Lake angeboten.

### Einwohnerentwicklung
| Volkszählungsergebnisse – Town of Avrill, Vermont | Volkszählungsergebnisse – Town of Avrill, Vermont | Volkszählungsergebnisse – Town of Avrill, Vermont | Volkszählungsergebnisse – Town of Avrill, Vermont | Volkszählungsergebnisse – Town of Avrill, Vermont | Volkszählungsergebnisse – Town of Avrill, Vermont | Volkszählungsergebnisse – Town of Avrill, Vermont | Volkszählungsergebnisse – Town of Avrill, Vermont | Volkszählungsergebnisse – Town of Avrill, Vermont | Volkszählungsergebnisse – Town of Avrill, Vermont | Volkszählungsergebnisse – Town of Avrill, Vermont |
| Jahr                                              | 1800                                              | 1810                                              | 1820                                              | 1830                                              | 1840                                              | 1850                                              | 1860                                              | 1870                                              | 1880                                              | 1890                                              |
| ------------------------------------------------- | ------------------------------------------------- | ------------------------------------------------- | ------------------------------------------------- | ------------------------------------------------- | ------------------------------------------------- | ------------------------------------------------- | ------------------------------------------------- | ------------------------------------------------- | ------------------------------------------------- | ------------------------------------------------- |
| Einwohner                                         |                                                   |                                                   |                                                   | 1                                                 | 11                                                | 7                                                 | 12                                                | 14                                                | 48                                                | 43                                                |
| Jahr                                              | 1900                                              | 1910                                              | 1920                                              | 1930                                              | 1940                                              | 1950                                              | 1960                                              | 1970                                              | 1980                                              | 1990                                              |
| Einwohner                                         | 18                                                | 15                                                | 4                                                 | 9                                                 | 12                                                | 20                                                | 16                                                | 8                                                 | 15                                                | 7                                                 |
| Jahr                                              | 2000                                              | 2010                                              | 2020                                              | 2030                                              | 2040                                              | 2050                                              | 2060                                              | 2070                                              | 2080                                              | 2090                                              |
| Einwohner                                         | 8                                                 | 24                                                | 21                                                |                                                   |                                                   |                                                   |                                                   |                                                   |                                                   |                                                   |

## Wirtschaft und Infrastruktur

### Verkehr
In nordöstlicher Richtung verläuft die Vermont State Route 114 entlang der nördlichen Grenze der Town von Norton nach Canaan. Es gibt nur wenige weitere Straßen in Averill.

### Öffentliche Einrichtungen
Das North Country Hospital & Health Care in Newport ist das nächstgelegene Krankenhaus für die Bewohner der Town.

### Bildung
In Averill gibt es keine Schule und keine weiteren infrastrukturelle Einrichtungen. Diese stehen in benachbarten Gemeinden zur Verfügung. Die nächste Schule und Bibliothek befindet sich in Canaan.